# Антипа Пергамски
Антипа Пергамски је био епископ Пергама у Азији. 
Спомиње се у књизи Откровења као „Антипа вјерни сведок мој (2, 13), који би убијен код вас, гдје живи сотона”, тј. у граду Пергаму. Становници овога града су били идолопоклоници. Добрим и праведним човеком сматрао се онај, ко би некога хришћанина ухватио и убио. Хришћани верују да су се демони уплашени од Антипе јавили жречевима у сну и рекли му како се они боје Антипе, и како морају због њега да беже из тога града. Жречеви су дигли гомилу народа против Антипе, и почели га мучити и нагонити да се одрекне Христа и поклони идолима. Антипа им је рекао: „кад се ваши богови, господари васионе, плаше мене, смртног човека, и морају да беже из овога града, зар не познајете по томе да је сва ваша вера заблуда”. Такође им је говорио о вери Христовој, као јединој истинитој и спасоносној. Али они су се још више разјарили и одовукли старца Антипу пред храм Артемидин, пред којим је стајао изливен во од бронзе. Усијали су вола огњем, и бацили га унутра. Свети Антипа је унутра у огњеном волу, славио Бога с благодарношћу. И молио се Антипа за паству своју и за сав свет све док није преминуо. Преминуо је 92. године.
Српска православна црква слави га 11. априла по црквеном, а 24. априла по грегоријанском календару.